# 日本平和神軍
日本平和神軍（にほんへいわしんぐん）は、中杉弘（本名：黒須英治）が主宰する、任意団体の新宗教である。宗教法人としての認証は受けていない。現在は「正理会」の名で活動。

## 概要
中杉「総統」（階級は「元帥」）以下信者の全てに軍隊風階級を付け、また軍服を着て靖国神社を参拝している。月刊機関紙「正理」を発行していた。
中杉は、以前は創価学会の信者として活動していたと称している。また、宗教団体を売り物にする「宗教ブローカー」として何度かメディアに登場したこともある。代表を務める他の宗教法人に「在家僧侶養成講座」なる資格商法を展開する、宝榮会妙法寺がある。
また、構成員の中には学習院大学の元教授の篠沢秀夫（2017年死去）も在籍していたことになっている。2019年の統一地方選挙でNHKから国民を守る党公認候補として杉並区議選に当選した佐々木千夏（所属会派：「正理の会」）は、オピニオンメディアのハーバー・ビジネス・オンラインでの「やや日刊カルト新聞」の藤倉善郎による電話インタビューで、本団体の元幹部（在籍当時の階級は中佐，野中広子名義でも活動）であると認めた。

## 参考資料
- 『寺門興隆』、興山舎、2011年6月1日、ISBN 978-4-904139-48-6。